# Wilhelm Moltke
Wilhelm Moltke (7. august 1802 i Montpellier – 30. august 1882 på Egelund) var en dansk overførster, bror til Herman Georg Moltke.
Han var søn af gehejmestatsminister Frederik Moltke og Margrethe Løvenskiold og blev i 1860 overførster i 1. Inspektion (Nordsjælland) med bolig på Egelund. Han var kammerherre, hofjægermester, Ridder af Dannebrog og Dannebrogsmand.
Moltke blev gift 10. juni 1842 med Henriette Frederikke Augusta Moltke (11. september 1811 – 1. januar 1892), datter af Andreas Georg Adam Moltke og Christiane Amalie Marianne Oldenburg.